# Anemia repens
Anemia repens là một loài dương xỉ trong họ Anemiaceae. Loài này được Raddi mô tả khoa học đầu tiên năm 1825.